# Pteris luderwaldtii
Pteris luderwaldtii là một loài dương xỉ trong họ Pteridaceae. Loài này được Rosenst. mô tả khoa học đầu tiên..
Danh pháp khoa học của loài này chưa được làm sáng tỏ. 